# Antonio Montanari
Antonio Maria Montanari (Modena, 29 november 1676 - Rome, 2 april 1737) was een Italiaans violist en barokcomponist. Over Montanari's jeugd en muziekonderwijs is niks bekend. Hij diende als violist in het orkest van de kardinaal Pietro Ottoboni en tussen 1695 en 1708 was hij in dienst bij kardinaal Benedetto Pamphilj. Daarnaast kreeg ook Johann Georg Pisendel, die ook bij Giuseppe Torelli had gestudeerd, lessen van Montanari.
- Biblioteca Nacional de España: XX5030634
- Bibliothèque nationale de France: cb17023325f (data)
- CiNii: DA13958092
- Gemeinsame Normdatei: 132299852
- International Standard Name Identifier: 0000 0000 8393 647X
- Library of Congress Control Number: n2005093558
- MusicBrainz: 6bbced28-86eb-40e4-af35-a51e4277b061
- Nederlandse Thesaurus van Auteursnamen: 291223508
- Istituto Centrale per il Catalogo Unico: UBOV078591
- Virtual International Authority File: 72549187
- WorldCat: E39PBJtRFPgj6jvGkFjVrRdhHC